# محمد الصفدي (فلسطيني)
محمد الصفدي (مواليد 1953) هو مناضل فلسطيني وأحد أعضاء منظمة أيلول الأسود الثمانية الذين ارتكبوا عملية ميونخ 1972، حيث هاجموا الأحياء الإسرائيلية في قرية ميونيخ الأولمبية خلال الألعاب الأولمبية الصيفية 1972، واحتجزوا تسعة من الوفد الأولمبي الإسرائيلي كرهائن بعد مقتل مدرب المصارعة الإسرائيلي موشيه واينبرغ ورافع الأثقال يوسف رومانو في عملية الاستيلاء الأولي.

## الهجوم
في صباح 5 سبتمبر 1972، اقتحم الصفدي وسبعة أعضاء آخرين من منظمة أيلول الأسود مقر الوفد الإسرائيلي في 31 بشارع كونوليستراس. وبعد أن أسروا الرياضيين في الشقتين رقم واحد وثلاثة، اقتادوهم تحت الحراسة إلى أسفل الدرج إلى الطابق الأرضي من المبنى. عندما وصل المصارع الإسرائيلي جاد تسوباري إلى أسفل الدرج، دفع مسلحًا مقنعًا جانبًا واندفع نحو مدخل موقف السيارات تحت الأرض. وأثناء هروب جاد تصدى مدرب المصارعة موشيه واينبرغ لصفدي، ووجه له لكمة قوية على فكه، وكسره مما أدى إلى سقوط عدد من أسنانه. وبينما كان موشيه واينبرغ يُحاول الاستيلاء على بندقية الصفدي الملقاة على الأرض، أطلق مسلح آخر النار على واينبرغ في صدره بطلقة من بندقية كلاشينكوف.

## قاعدة فورستنفيلدبروك الجوية
كان الصفدي وجمال وعدنان الجاشي هم الثلاثة الوحيدون من بين المسلحين الثمانية الذين نجوا من تبادل إطلاق النار مع الشرطة الألمانية في فورستنفلدبروك.